# Арктикгаз
АРКТИКГАЗ — российская газовая компания. Полное наименование — Арктическая газовая компания. Офис компании расположен в Новом Уренгое.

## История
Компания основана в 1992 году. Первоначально компания именовалась «Сенега». Расшифровать «Сенегу» можно, как «Севернефтегаз», потом было предложено нынешнее название компании — «АРКТИКГАЗ». АО «АРКТИКГАЗ» является совместным предприятием ПАО «НОВАТЭК» и ПАО «Газпром нефть». Основная деятельность Общества — геологическое изучение, добыча нефти, газа и газового конденсата на принадлежащих компании месторождениях.

## Собственники и руководство
Компания АО «АРКТИКГАЗ» является совместным предприятием ПАО «НОВАТЭК» и ПАО «Газпром нефть» и владеет лицензиями на геологическое изучение и добычу углеводородов в пределах Самбургского, Яро-Яхинского, Уренгойского, Восточно-Уренгойского+Северо-Есетинского и Осеннего лицензионных участков.
C ноября 2021 года Генеральным директором АО «АРКТИКГАЗ» назначен Порхун Павел Андреевич.

## Деятельность
Основная деятельность компании — геологическое изучение, добыча нефти, газа и газового конденсата на принадлежащих Обществу месторождениях, которые находятся в Ямало-Ненецком автономном округе. В марте 2012 года введена в эксплуатацию I очередь Установки комплексной подготовки газа (УКПГ) Самбургского месторождения с последующим выводом на полную мощность в сентябре 2014 года с запуском III очереди УКПГ. Так же в декабре 2014 года введена в эксплуатацию I очередь Уренгойского месторождения, в марте 2015 — II очередь, с последующим выходом на полную мощность. (Ачимовские отложения).
В начале апреля 2015 года «АРКТИКГАЗ» ввел в эксплуатацию третье месторождение — Яро-Яхинское. Летом 2015 года добыча на месторождении достигла проектного уровня.
5 сентября 2016 года Леонид Михельсон, глава компании Новатэк сообщил, что Арктикгаз может начать добычу нефти в конце 2018 г. - начале 2019 г..